# Pseudonannolene meridionalis
Pseudonannolene meridionalis är en mångfotingart som beskrevs av Filippo Silvestri 1902. Pseudonannolene meridionalis ingår i släktet Pseudonannolene och familjen Pseudonannolenidae. Inga underarter finns listade i Catalogue of Life.